# Brachymeria cactoblastidis
Brachymeria cactoblastidis is een vliesvleugelig insect uit de familie bronswespen (Chalcididae). De wetenschappelijke naam is voor het eerst geldig gepubliceerd in 1935 door Blanchard. Het is een parasiet van Cactoblastis doddi.